# 3803 Tuchkova
3803 Tuchkova eller 1981 TP1 är en asteroid i huvudbältet som upptäcktes den 2 oktober 1981 av den sovjetisk-ryska astronomen Ljudmila Zjuravljova vid Krims astrofysiska observatorium på Krim. Den är uppkallad efter Margarita Mikhailovna Tuchkova.
Asteroiden har en diameter på ungefär 38 kilometer.